# Pyrausta quinquemaculalis
Pyrausta quinquemaculalis is een vlinder uit de familie van de grasmotten (Crambidae). De wetenschappelijke naam van deze soort is voor het eerst voorgesteld als Botys quinquemaculalis door Arnold Pagenstecher in een publicatie uit 1885. De spanwijdte bedraagt 20 millimeter.
De soort is voor het eerst ontdekt op het eiland Nias in Indonesië.